# Heugleville-sur-Scie
Heugleville-sur-Scie est une commune française située dans le département de la Seine-Maritime en Normandie.

## Géographie

### Communes limitrophes
| Beauval-en-Caux      | Gonneville-sur-Scie  | Notre-Dame-du-Parc |
| Biville-la-Baignarde | Heugleville-sur-Scie | Cropus             |
| Val-de-Scie          | Val-de-Scie          | Val-de-Scie        |

### Hydrographie
La commune est située dans le bassin Seine-Normandie. Elle est drainée par la Scie,.
La Scie s'écoule du sud vers le nord sur le territoire communal. D'une longueur de 38 km, elle prend sa source dans la commune d'Étaimpuis et se jette  dans la Manche à Hautot-sur-Mer, après avoir traversé 20 communes. Les caractéristiques hydrologiques de la Scie sont données par la station hydrologique située sur la commune de Notre-Dame-du-Parc. Le débit moyen mensuel est de 1,09 m3/s. Le débit moyen journalier maximum est de 5,33 m3/s, atteint lors de la crue du 22 janvier 2018. Le débit instantané maximal est quant à lui de 11,9 m3/s, atteint le même jour.

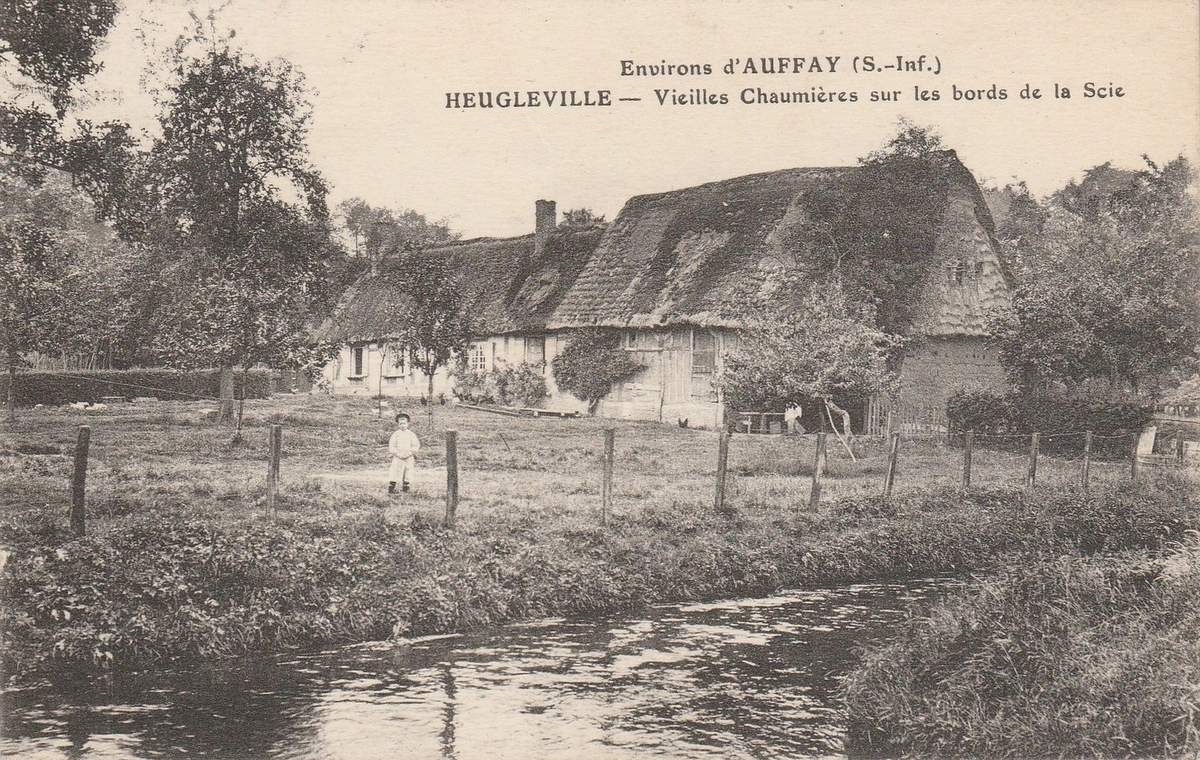
Vieilles chaumières sur les bords de la Scie au début du XXe siècle.
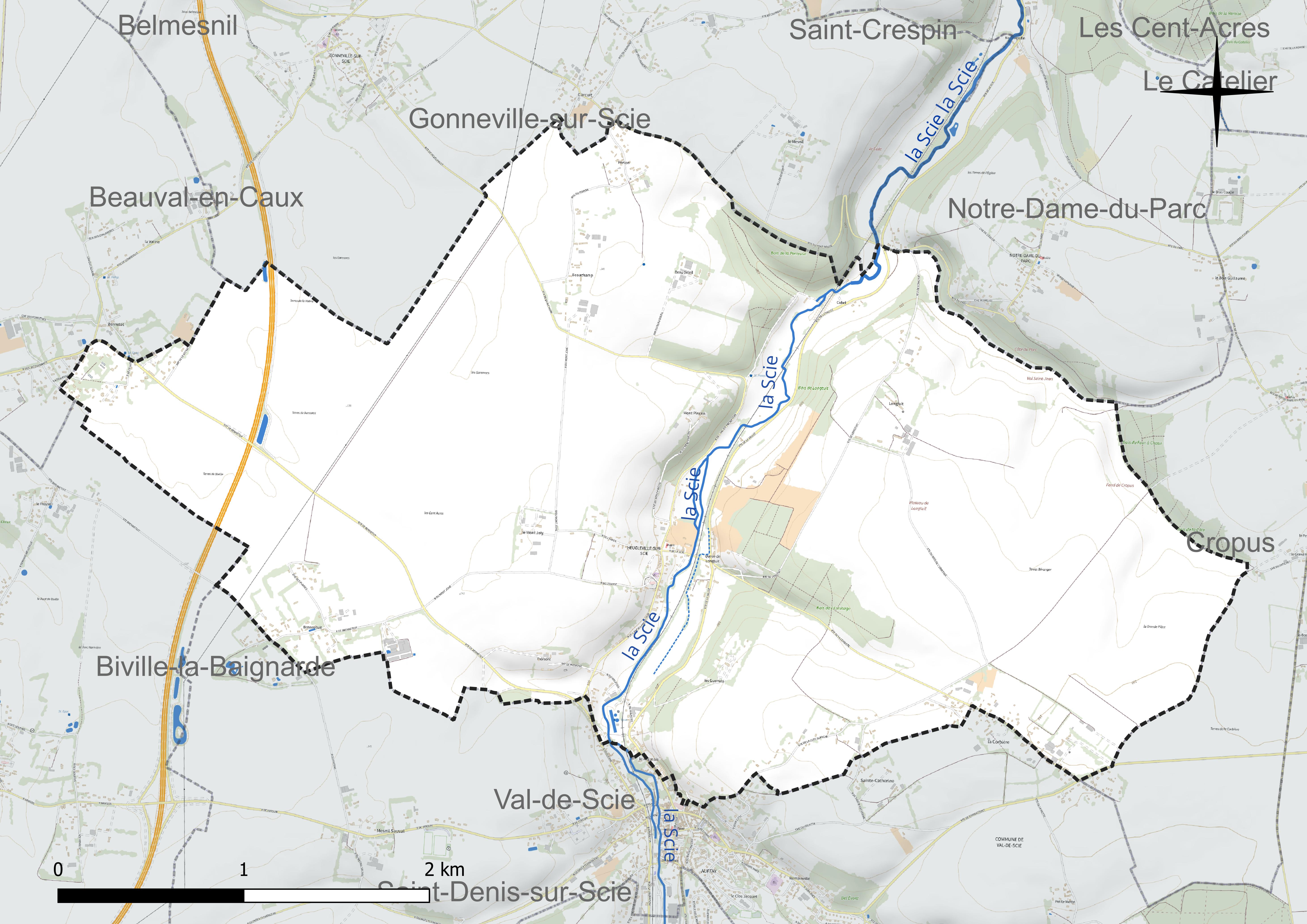
Réseau hydrographique d'Heugleville-sur-Scie.

### Climat
Pour des articles plus généraux, voir Climat de la Normandie et Climat de la Seine-Maritime.
En 2010, le climat de la commune est de type climat océanique franc, selon une étude du CNRS s'appuyant sur une série de données couvrant la période 1971-2000. En 2020, Météo-France publie une typologie des climats de la France métropolitaine dans laquelle la commune est exposée à un climat océanique et est dans la région climatique  Côtes de la Manche orientale, caractérisée par un faible ensoleillement (1 550 h/an) ; forte humidité de l’air (plus de 20 h/jour avec humidité relative > 80 % en hiver), vents forts fréquents. Parallèlement le GIEC normand, un groupe régional d’experts sur le climat, différencie quant à lui, dans une étude de 2020, trois grands types de climats pour la région Normandie, nuancés à une échelle plus fine par les facteurs géographiques locaux. La commune est, selon ce zonage, exposée à un « climat maritime », correspondant au Pays de Caux, frais, humide et pluvieux, légèrement plus frais que dans le Cotentin.
Pour la période 1971-2000, la température annuelle moyenne est de 10,4 °C, avec une amplitude thermique annuelle de 14 °C. Le cumul annuel moyen de précipitations est de 916 mm, avec 13,4 jours de précipitations en janvier et 8,4 jours en juillet. Pour la période 1991-2020, la température moyenne annuelle observée sur la station météorologique la plus proche, située sur la commune de Dieppe à 21 km à vol d'oiseau, est de 11,3 °C et le cumul annuel moyen de précipitations est de 805,2 mm,. Pour l'avenir, les paramètres climatiques de la commune estimés pour 2050 selon différents scénarios d'émission de gaz à effet de serre sont consultables sur un site dédié publié par Météo-France en novembre 2022.

## Urbanisme

### Typologie
Au 1er janvier 2024, Heugleville-sur-Scie est catégorisée commune rurale à habitat dispersé, selon la nouvelle grille communale de densité à sept niveaux définie par l'Insee en 2022.
Elle est située hors unité urbaine. Par ailleurs la commune fait partie de l'aire d'attraction de Rouen, dont elle est une commune de la couronne,. Cette aire, qui regroupe 317 communes, est catégorisée dans les aires de 200 000 à moins de 700 000 habitants,.

### Occupation des sols
L'occupation des sols de la commune, telle qu'elle ressort de la base de données européenne d’occupation biophysique des sols Corine Land Cover (CLC), est marquée par l'importance des territoires agricoles (90 % en 2018), une proportion identique à celle de 1990 (90 %). La répartition détaillée en 2018 est la suivante :
terres arables (65 %), prairies (23,2 %), forêts (9,2 %), zones agricoles hétérogènes (1,8 %), zones urbanisées (0,8 %). L'évolution de l’occupation des sols de la commune et de ses infrastructures peut être observée sur les différentes représentations cartographiques du territoire : la carte de Cassini (XVIIIe siècle), la carte d'état-major (1820-1866) et les cartes ou photos aériennes de l'IGN pour la période actuelle (1950 à aujourd'hui).

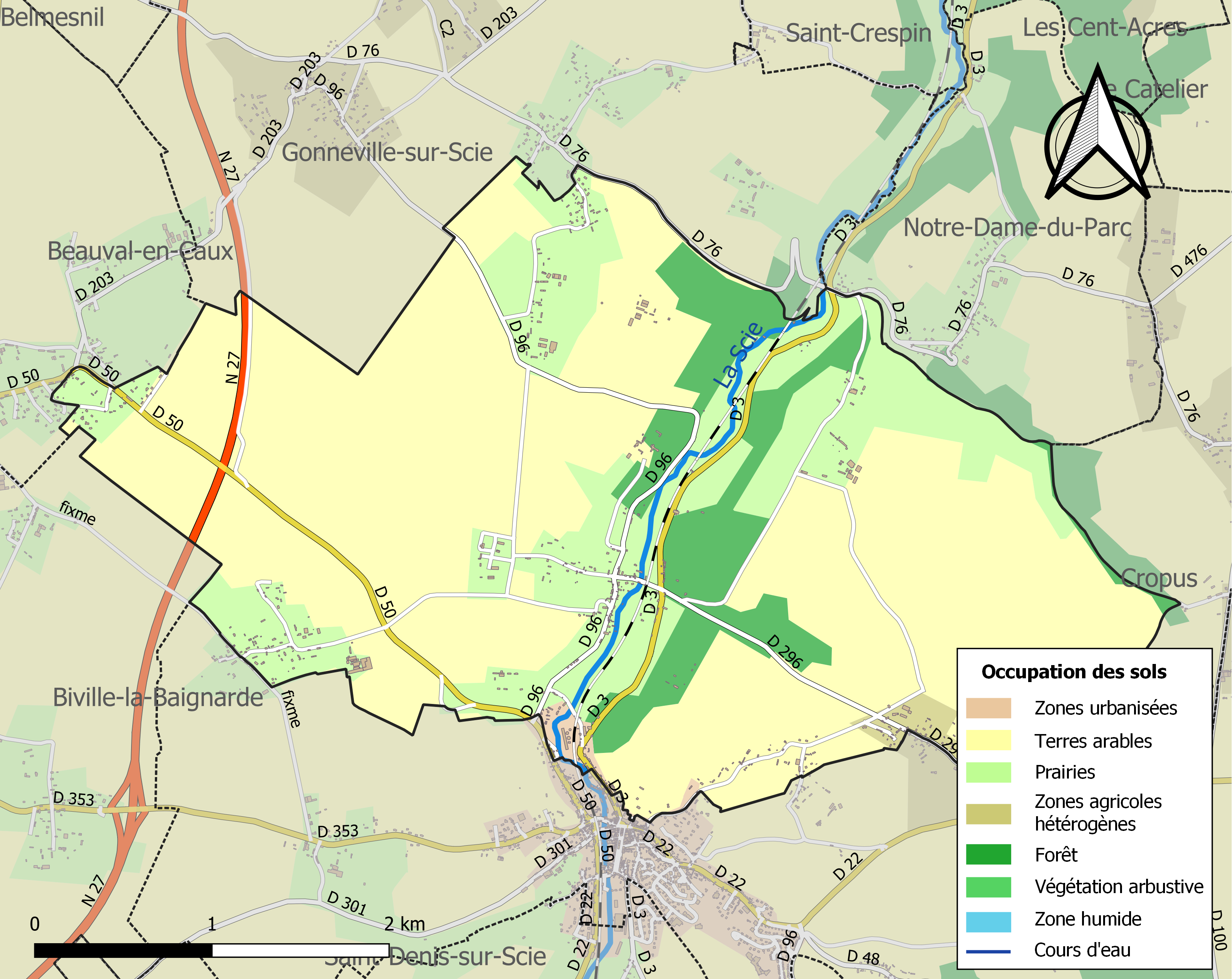
Carte des infrastructures et de l'occupation des sols de la commune en 2018 (CLC).

## Toponymie
Le nom de la localité est attesté sous la forme latinisée Huglevilla vers 1135.
La forme Huglevilla est semblable à celle d'Hugleville-en-Caux attestée en 1071.
Correctisme de /u/ en /eu/, par rapport aux formes dialectales, ex. : peur, feu, en cauchois pue, fu.
Signification: la « ville » (ferme) de Hugleikr, nom de personne norrois, constitué de l'élément leikr « jeu » qui compose également Asleikr (dans Anneville-sur-Scie par exemple). Le nom a été anglicisé en Hygelac dans Beowulf et latinisé en Chochilaicus chez Grégoire de Tours. Il est actuellement encore en usage en Islande sous la forme Hugleikur.
Le bourg est drainé par la Scie, fleuve côtier normand qui se jette dans la Manche.

## Politique et administration
| Période                                  | Période                    | Identité                      | Étiquette | Qualité                               |
| ---------------------------------------- | -------------------------- | ----------------------------- | --------- | ------------------------------------- |
| Les données manquantes sont à compléter. |                            |                               |           |                                       |
|                                          |                            | Charles Louis Adrien Bucaille |           | Grand électeur                        |
| 1936                                     |                            | Langlois d'Estaintot          |           |                                       |
| 1975                                     |                            | André Declercq                |           |                                       |
| Les données manquantes sont à compléter. |                            |                               |           |                                       |
| juin 2006                                | 2014                       | Jean Pierre Lemarchand        |           |                                       |
| 2014                                     | 29 septembre 2015          | Martine Lecœur                |           | Notaire honoraire Décédée en fonction |
| 2015                                     | En cours (au 10 août 2020) | Antoine Declercq              |           | Réélu pour le mandat 2020-2026        |

## Démographie
L'évolution du nombre d'habitants est connue à travers les recensements de la population effectués dans la commune depuis 1793. Pour les communes de moins de 10 000 habitants, une enquête de recensement portant sur toute la population est réalisée tous les cinq ans, les populations de référence des années intermédiaires étant quant à elles estimées par interpolation ou extrapolation. Pour la commune, le premier recensement exhaustif entrant dans le cadre du nouveau dispositif a été réalisé en 2004.

En 2022, la commune comptait 654 habitants, en évolution de +2,19 % par rapport à 2016 (Seine-Maritime : +0,35 %, France hors Mayotte : +2,11 %).
| 1793 | 1800 | 1806 | 1821 | 1831 | 1836 | 1841 | 1846 | 1851 |
| ---- | ---- | ---- | ---- | ---- | ---- | ---- | ---- | ---- |
| 767  | 793  | 799  | 759  | 848  | 929  | 888  | 866  | 815  |

| 1856 | 1861 | 1866 | 1872 | 1876 | 1881 | 1886 | 1891 | 1896 |
| ---- | ---- | ---- | ---- | ---- | ---- | ---- | ---- | ---- |
| 801  | 808  | 800  | 776  | 763  | 715  | 736  | 721  | 708  |

| 1901 | 1906 | 1911 | 1921 | 1926 | 1931 | 1936 | 1946 | 1954 |
| ---- | ---- | ---- | ---- | ---- | ---- | ---- | ---- | ---- |
| 736  | 721  | 700  | 663  | 666  | 656  | 652  | 691  | 667  |

| 1962 | 1968 | 1975 | 1982 | 1990 | 1999 | 2004 | 2006 | 2009 |
| ---- | ---- | ---- | ---- | ---- | ---- | ---- | ---- | ---- |
| 629  | 603  | 539  | 527  | 509  | 544  | 517  | 518  | 589  |

| 2014 | 2019 | 2022 | - | - | - | - | - | - |
| ---- | ---- | ---- | - | - | - | - | - | - |
| 622  | 634  | 654  | - | - | - | - | - | - |

## Culture locale et patrimoine

### Lieux et monuments
- L'église Saint-Aubin.
- Le château des Guerrots.

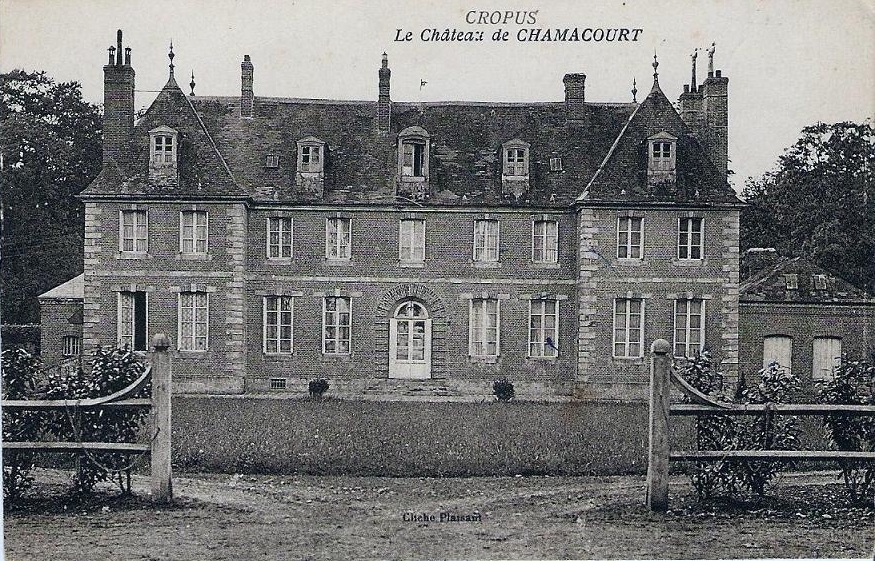
Carte postale du château de Chamacourt vers 1920.

- Le château de Chamacourt (monument disparu), dont le domaine se trouvait principalement sur les communes d'Heugleville-sur-Scie, hameau de la Corbière, et Cropus. Au milieu du XVIIe siècle, la seigneurie de Chamacourt est la possession de Gilles Bécu, dont les héritiers s'en défont par échange en 1676, avec Antoine Couture, receveur des gages de la Cour des aides de Rouen[23]. À Antoine Couture, succède son fils Salomon Couture, conseiller au Parlement de Normandie[24], mort en 1761 à Chamacourt, sans laisser de postérité[25]. En 1766, sa sœur et héritière, Marie Couture, veuve de Nicolas Charles Baudry, chevalier, seigneur d'Imbleville, vend Chamacourt à Antoine Augustin Thomas du Fossé, seigneur de Bosmelet, conseiller au Parlement de Normandie, mort à Bosmelet en 1787. À ce dernier, succède son fils, Pierre Augustin Thomas de Chamacourt, maire d'Heugleville-sur-Scie de 1809 à 1812, mort en 1819, puis la fille de celui-ci. Antoinette Thomas de Chamacourt, mariée en 1819 avec Louis Barbin de Broyes, puis leur fille, Jacqueline Gabrielle Maximilienne Barbin de Broyes (1824-1907), mariée en 1848 avec Jacques Armand Henri Guyon de Guercheville. Cette dernière laisse pour successeur à Chamacourt son petit-fils le comte Jacques du Luart[26](1881-1950), qui sera conseiller général et député de la Seine-Inférieure, et le dernier propriétaire du château de Chamacourt, détruit pendant la Seconde Guerre mondiale. L'aspect du château de Chamacourt est connu par des cartes postales anciennes. Il était construit en brique et pierre sur deux niveaux et neuf travées. Les deux travées de chaque extrémité formaient des ailes légèrement saillantes. Il était précédé par une ample avenue, plantée d'arbres.

### Personnalités liées à la commune
- Désiré-François Le Filleul Des Guerrots (1778-1857), poète et fabuliste, est né au château des Guerrots.